# 宋家泰
宋家泰（1915年5月5日—2007年10月31日），安徽肥东人，生于安徽当涂。中国经济地理学家，城市与区域规划学者，南京大学教授。被称为“中国城市地理学的开创人”。

## 生平
少时舆地受《三字经》、《幼学琼林》影响。1938年毕业于江苏省立扬州中学。1942年毕业于时设在重庆沙坪坝的中央大学地理学系。1945年中央大学研究生院地理学部研究生毕业，后留校任教。1949年，中央大学更名南京大学。1975年，为培养城市总体规划的高级人才，以南京大学地理学系经济地理专业为基础，创办城市与区域规划专业，后发展为城市与区域规划学系。培养了中国第一位人文地理学城市规划研究方向的博士。1980年，首次提出“城市-区域”的概念。1985年，编著中国第一本从地理学角度系统介绍总体规划的专著《城市总体规划》。曾任南京大学经济地理、城市与区域规划教研室主任，城市科学研究中心主任，城市规划设计研究所所长，《经济地理》主编，中国地理学会经济地理专业委员会副主任委员，中国城市规划学会城市经济与区域规划学组首任主任。2007年10月31日在南京逝世。